# Брада (анатомија)
Брада је подручје лица које анатомски представља врх доње вилице. Код жена је мања и више заобљена, док је код мушкараца релативно већа и четвртастија. Међутим, код оба пола, спољашњи изглед много варира, од потпуно целовите и меснате, до расцепљене, са рупицом. Унутар ових фенотипа, изражен је и читав низ прелазних облика. 

## Етимологија
Реч брада има корен из прасловенског језика борда (стсл. брада, пољ. broda). Слични облици постоје и у литванском (литв. barzda) и летонском (лет. barba).